# ائوزین

اوزین وای

ائوزین (به انگلیسی Eosin) یک رنگ فلورسنت سرخ رنگ است که از واکنش برم با فلورسین حاصل می‌شود. این رنگ می‌تواند برای رنگ کردن سیتوپلاسم، کلاژن و فیبرهای ماهیچه ای جهت معاینه در زیر میکروسکوپ مورد استفاده قرار گیرد. بخشهایی که در مشاهده زیر میکروسکوپ به آسانی با ائوزین رنگ می‌پذیرند، اصطلاحاً ائوزینوفیلیک eosinophilic نامیده می‌شوند.

## انواع
در حقیقت دو ترکیب بسیار نزدیک به هم وجود دارند که معمولاً به عنوان ائوزین از آنها یاد می‌شود. اغلب اوقات اصطلاح ائوزین دربارهٔ ائوزین وای (ý eosin) مورد استفاده قرار می‌گیرد (ý eosin همچنین به عنوان‌های زیر نیز شناخته می‌شود: ائوزین زرد یا همان eosin yellowish، ائوزین قرمز اسیدی ۸۷ یا همان Acid Red ۸۷، نوع CI ۴۵۳۸۰، برم ائوزین bromoeosine، اسید بروموفلورسیک bromofluoresceic، و سرانجام: D&C Red شماره ۲۲)؛ این نوع ائوزین طرح یا قالب تا حدودی مایل به زرد رنگ دارد.
ترکیب دیگر ائوزین، ائوزین نوع بی یا همان eosin B می‌باشد (این نوع ائوزین با عناوینی چون این موارد شناخته می‌شود: ائوزین مایل به آبی یا همان eosin bluish، ائوزین قرمز اسیدی ۹۱ یا همان Acid Red ۹۱، نوعCI ۴۵۴۰۰، ائوزین سافروزین Saffrosine، ائوزین ارغوانی یا همان Eosin Scarlet، یا نوع قرمز شاهنشاهی)، این نوع ائوزین طرحی به رنگ آبی بسیار کم رنگ یا مایل به آبی دارد. ائوزین‌های هر دو رنگ قابل تعویض با یکدیگر هستند، و استفاده از هر کدام از آنها بر حسب ترجیح یا سنت و روش معمول انجام می‌پذیرد.

## کاربرد دربافت‌شناسی

Eosin B

ائوزین اغلب به عنوان یک رنگ آمیزی کنندهٔ متقابل یا counterstain در همراهی با هماتوکسیلین haematoxylin در جریان رنگ آمیزی هماتوکسیلین-ائوزین (haematoxylin و eosin) یا همان رنگ آمیزی H&E en:H&E stain مورد استفاده قرار می‌گیرد. این نوع رنگ آمیزی با استفاده از ظروف مخصوص خود  یکی از شایع‌ترین روش‌ها یا تکنیک‌های رنگ آمیزی مورد استفاده در بافت‌شناسی است. در بافتی که با هماتوکسیلینhaematoxylin و ائوزین eosin آغشته شده باشد، سیتوپلاسم به رنگ صورتی نارنجی و هسته به صورت تیره رنگ، یا به رنگ آبی یا بنفش نشان داده می‌شود. همچنین با رنگ آمیزی ائوزین، سلول‌های قرمز خون به رنگ شدیداً قرمز نشان داده می‌شوند. ائوزین یک رنگ اسیدی است و بخش اصلی یا اساسی هر سلول، یعنی سیتوپلاسم آن را نشان می‌دهد. گرچه هماتوکسیلین یک رنگ اولیه یا پایه‌ای است و در قسمت‌های اسیدی سلول مانند هسته، جاهایی را که اسیدهای نوکلئیک (دی ان ای DNA و آر ان ایRNA) در آنها متمرکز شده‌است را نشان می‌دهد.
در رنگ آمیزی، نوع ائوزین وای یا همان ý eosin، به‌طور معمول با غلظت ۱ تا ۵ درصد وزن مناسب در حجمی از آب یا اتانول محلول می‌گردد. [نیاز به ویرایش] ضمناً برای جلوگیری از رشد کپک در این محلول آبی، گاهی اوقات اندکی تیمول thymol نیز بدان اضافه می‌شود. غلظت بسیار پائین (نیم درصدی) از اسید استیک معمولاً رنگ قرمز عمیق‌تری در رنگ آمیزی به بافت می‌بخشد.

## ریشه لغت
کلمه ائوزین از لغت یونانی Eos می‌آید که به معنای سحر (زمان طلوع آفتاب) است و از نام یک الههٔ یونانی که الهه طلوع نامیده می‌شود، گرفته شده‌است.